# Mark Adler
Pour les articles homonymes, voir Mark Adler (homonymie) et Adler.
Mark Adler est un informaticien américain né le 3 avril 1959 à Miami dans l'État de Floride aux États-Unis.

## Biographie
Expert reconnu dans le domaine de la compression de données, son nom est associé à la fonction de hachage Adler-32. On lui doit également le code de décompression du logiciel GNU Gzip et de la bibliothèque logicielle zlib. Il a par la suite aidé à développer le format d'image PNG et  contribué au développement de l'archiveur portable du groupe Info-Zip.
Adler a par ailleurs occupé les fonctions d'architecte des missions d'exploration de la planète Mars au Caltech et à la NASA de 1996 à 1998, puis de responsable de ces missions à partir de 2001.

## Distinction
- En 2009, Mark Adler reçoit le prix STUG de l'association USENIX avec Jean-Loup Gailly, pour avoir popularisé la compression de données[2]